# Ruyangosaurus
Ruyangosaurus giganteus
Genre
Espèce
Ruyangosaurus est un genre fossile de dinosaures sauropodes, un titanosaure basal qui a vécu au début du Crétacé supérieur dans ce qui est aujourd'hui la Chine.
Une seule espèce est rattachée au genre : Ruyangosaurus giganteus, décrite par le célèbre paléontologue chinois Lü Junchang et ses collègues en 2009.

## Description

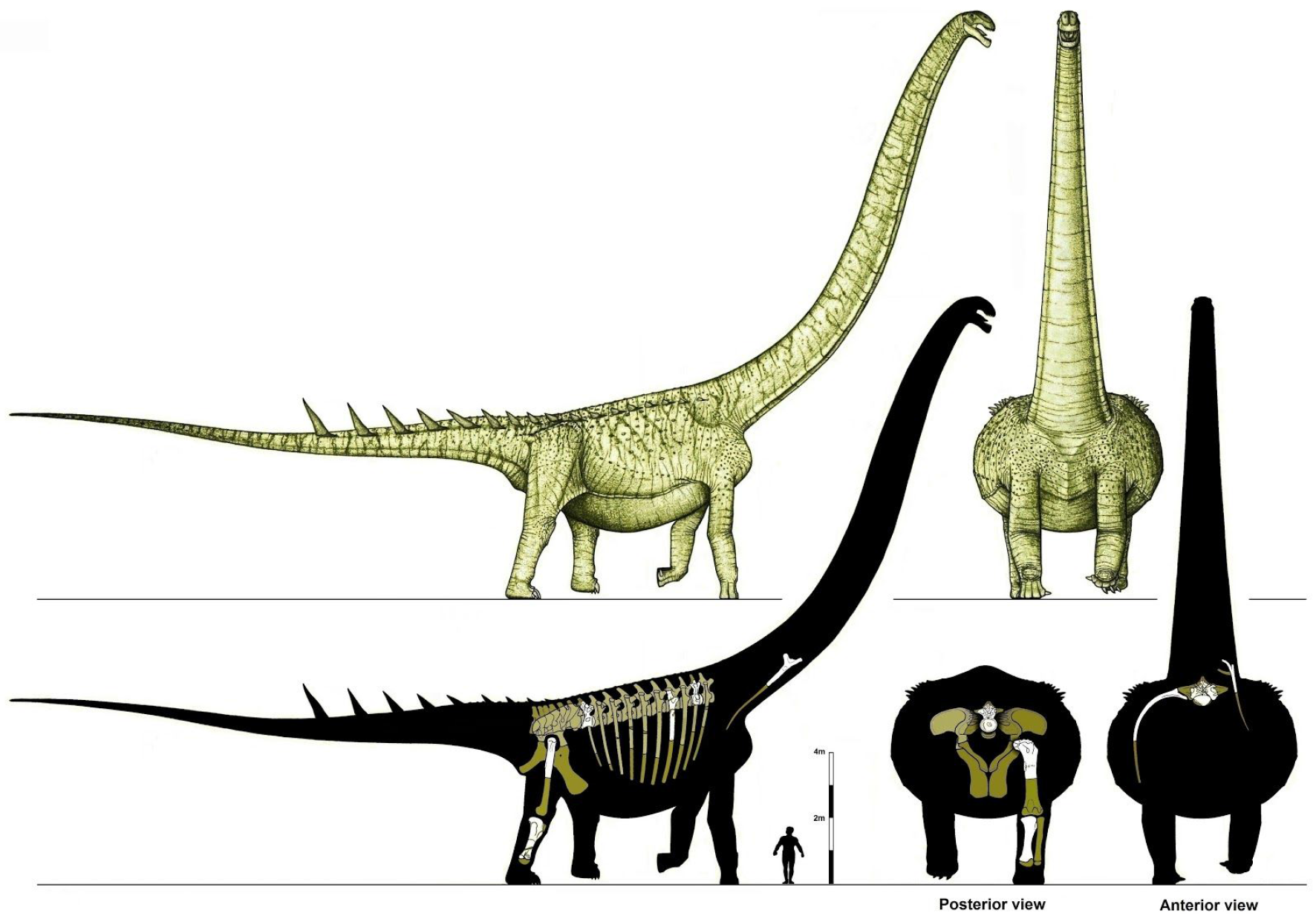
Restauration hypothétique de l'holotype de Ruyangosaurus giganteus par Nima Sassani.
La présence d'ostéodermes avec des pointes sur la partie antérieure de la queue est hypothétique, basée sur les travaux de Vidal, Ortega et Sanz en 2014.
Les os de couleur beige n'ont pas été décrits mais appartiennent vraisemblablement à l'holotype.

À partir des dimensions de son fémur, la taille de Ruyangosaurus a été estimée par ses inventeurs à 30 mètres de long et son poids à 34,4 tonnes.